# Lucius Julius Libo le Jeune
Lucius Julius Libo II est un sénateur romain du IIIe siècle av. J.-C.
Lucius Julius Libo II est le fils de son homonyme, Lucius Iulius Libo, qui fut consul de la République romaine en 267 av. J.-C. Nous ne savons rien de la vie de ce sénateur si ce n'est qu'il fut le père d'un unique fils : Numerius Julius Caesar.
Lucius Julius Libo le Jeune est l'ancêtre de la gens des Iulii, dont feront partie Jules César et la dynastie des Julio-Claudiens (par adoption).